# Championnat de Nouvelle-Zélande de football 1981
Navigation
Saison précédente Saison suivante
La saison 1981 du Championnat de Nouvelle-Zélande de football est la 12e édition du championnat de première division en Nouvelle-Zélande. La NSL (National Soccer League) regroupe douze clubs du pays au sein d'une poule unique, où ils s'affrontent deux fois au cours de la saison, à domicile et à l'extérieur. À la fin de la compétition, les trois derniers du classement sont relégués et remplacés par le champion de chacune des trois ligues régionales.
C'est le club de Wellington Diamond United qui remporte la compétition après avoir terminé en tête du classement final, à égalité de points mais une meilleure différence de buts que Dunedin City (vainqueur de la Coupe de Nouvelle-Zélande) et deux sur un autre duo, composé du tenant du titre, Mount Wellington AFC et de Gisborne City AFC. C'est le 2e titre de champion de Nouvelle-Zélande de l'histoire du club, après son succès surprise en 1976.

## Les clubs participants
| - Woolston WMC - Promu de D2 - Christchurch United AFC - Hamilton United AFC - Takapuna AFC - Promu de D2 - North Shore United AFC - Dunedin City | - Gisborne City AFC - Rangers AFC - Mount Wellington AFC - Wellington Diamond United - Manurewa AFC - Miramar Rangers - Promu de D2 |

## Compétition

### Classement
Le barème utilisé pour établir le classement est le suivant :
- Victoire : 2 points
- Match nul : 1 point
- Défaite : 0 point

| Rang | Équipe                    | Pts | J  | G  | N | P  | Bp | Bc | Diff |
| ---- | ------------------------- | --- | -- | -- | - | -- | -- | -- | ---- |
| 1    | Wellington Diamond United | 31  | 22 | 13 | 5 | 4  | 46 | 17 | +29  |
| 2    | Dunedin City (C)          | 31  | 22 | 13 | 5 | 4  | 43 | 26 | +17  |
| 3    | Mount Wellington AFC (T)  | 29  | 22 | 13 | 3 | 6  | 50 | 16 | +34  |
| 4    | Gisborne City AFC         | 29  | 22 | 14 | 1 | 7  | 43 | 17 | +26  |
| 5    | North Shore United AFC    | 27  | 22 | 12 | 3 | 7  | 35 | 31 | +4   |
| 6    | Christchurch United AFC   | 23  | 22 | 7  | 9 | 6  | 23 | 19 | +4   |
| 7    | Manurewa AFC              | 21  | 22 | 9  | 3 | 10 | 41 | 32 | +9   |
| 8    | Miramar Rangers (P)       | 20  | 22 | 6  | 8 | 8  | 23 | 37 | -14  |
| 9    | Hamilton United AFC       | 19  | 22 | 7  | 5 | 10 | 18 | 34 | -16  |
| 10   | Takapuna City (P)         | 15  | 22 | 4  | 7 | 11 | 26 | 47 | -21  |
| 11   | Woolston WMC (P)          | 14  | 22 | 4  | 6 | 12 | 23 | 53 | -30  |
| 12   | Rangers AFC               | 5   | 22 | 0  | 5 | 17 | 10 | 52 | -42  |

|  | Champion de Nouvelle-Zélande 1981                                                       |
|  | Relégation directe en deuxième division                                                 |
|  | (T) : Tenant du titre (C) : Vainqueur de la Coupe de Nouvelle-Zélande (P) : Promu de D2 |

## Bilan de la saison
| Championnat de Nouvelle-Zélande de football 1981                             |                                      |
| Champion                                                                     | Wellington Diamond United (2e titre) |
| Coupes et trophées                                                           |                                      |
| Vainqueur de la Coupe de Nouvelle-Zélande 1981                               | Dunedin City                         |
| Promotions et relégations                                                    |                                      |
| Promus en Championnat de Nouvelle-Zélande de football                        | Invercargill Thistle                 |
| Promus en Championnat de Nouvelle-Zélande de football                        | Napier City Rovers                   |
| Promus en Championnat de Nouvelle-Zélande de football                        | East Coast Bays AFC                  |
| Relégués en Championnat de Nouvelle-Zélande de football de deuxième division | Takapuna City                        |
| Relégués en Championnat de Nouvelle-Zélande de football de deuxième division | Woolston WMC                         |
| Relégués en Championnat de Nouvelle-Zélande de football de deuxième division | Rangers AFC                          |